# Abracadabra (Fabian)
Abracadabra is een nummer gezongen Fabian Feyaerts, beter bekend als Fabian, geschreven door Stefaan Fernande en Jeroen Swinnen met de hulp van Fabian zelf. Het nummer werd in 2012 uitgebracht met als doel deel te nemen aan Junior Eurosong 2012, de Belgische preselectie voor het Junior Eurovisiesongfestival. Na de eerste voorronde te hebben overleefd, won Fabian de finale op zaterdag 6 oktober 2012. Hierdoor mocht hij namens België naar het Junior Eurovisiesongfestival 2012 in de Nederlandse hoofdstad Amsterdam. Het nummer behaalde er de vijfde plaats.